# Beschikbaarheid
Beschikbaarheid geeft aan in hoeverre een ICT-dienst, systeem of component toegankelijk is voor de geautoriseerde gebruikers. De beschikbaarheid wordt in de regel als een percentage gepresenteerd, waarbij een hogere waarde een positievere uitkomst is dan een lage waarde.
Het begrip beschikbaarheid wordt gebruikt in ICT servicecontracten (SLA's) en ontwikkeltrajecten:
- In de contractsfeer wordt een bepaalde mate van beschikbaarheid gevraagd van de dienstverlener, die ook zal rapporteren over de in de verslagperiode gerealiseerde beschikbaarheid.
- In ontwikkeltrajecten worden op basis van de eisen van de opdrachtgever de technische architectuur en de technische componenten gekozen om de gewenste beschikbaarheid te realiseren. In een internetomgeving met online transactiesystemen gelden andere beschikbaarheidseisen dan in een kantooromgeving.

## Factoren
Beschikbaarheid van een dienst wordt beïnvloed door verschillende factoren. De belangrijkste is de uitval van de dienst. Daarbij zijn twee verschillende soorten uitval relevant:
- geplande niet-beschikbaarheid
- ongeplande niet-beschikbaarheid

Bij het bepalen van de beschikbaarheid wordt de geplande niet-beschikbaarheid niet meegenomen. Dat wil zeggen dat het geplande onderhoud geen negatieve invloed heeft op de beschikbaarheid die wordt gerapporteerd, tenzij de planning wordt overschreden.
Een andere factor is de bereikbaarheid, bijvoorbeeld door uitval van een tussenliggende component zoals het Internet. Deze factor leidt tot de perceptie van niet-beschikbaarheid, maar leidt niet tot lagere beschikbaarheid.
Beschikbaarheid van een dienst is afhankelijk van de beschikbaarheid van elk van de samenstellende delen.

## Rekenvoorbeeld
Hoge beschikbaarheid wordt uitgedrukt in het aantal negens:
- 2 negens: 99% dienst is 3,65 dagen per jaar niet beschikbaar
- 4 negens: 99,99% dienst is 52 minuten per jaar niet beschikbaar
- 6 negens: 99,9999% dienst is 31 seconden per jaar niet beschikbaar

Wanneer verschillende componenten achtereenvolgens in een informatiesysteem worden gebruikt, wordt de beschikbaarheid bepaald door de beschikbaarheidsfactoren met elkaar te vermenigvuldigen. Combinatie van de twee componenten met een beschikbaarheid van resp. 2 en 4 negens betekent een totale niet-beschikbaarheid voor het systeem van 3,69 dagen per jaar

## Bedreigingen
Doelbewust verminderen van de beschikbaarheid is een Denial of Service aanval (DoS). Dat kan gebeuren door netwerkaanvallen op een systeem uit te voeren.
Als een dergelijke aanval gelijktijdig vanaf een groot aantal aanvalspunten plaatsvindt, is sprake van een Distributed Denial of Service aanval (DDoS). Een dergelijke aanval wordt door een  hacker of cracker uitgevoerd.

## Gerelateerde begrippen
- ITIL
- CobiT
- Informatiebeveiliging
- IT-audit